# Sengoku (jeu vidéo, 2011)
Pour les articles homonymes, voir Sengoku.
Sengoku est un jeu de grande stratégie développé par Paradox Development Studio et édité par Paradox Interactive
Le jeu débute en l'an 1467, alors qu'une guerre civile éclate entre les différents clans du Japon pour le contrôle de son territoire. Sengoku vous propose de prendre le contrôle d'une de ces factions avec pour objectif de restaurer l'ordre au pays du Soleil Levant.
Pour ce faire, les différentes factions devront jouer d'alliances, de complots, de trahisons ainsi que de diplomatie avec les puissances extérieures (Portugal, Pays-Bas…).
Pour remporter la partie, le joueur doit contrôler 50 % des provinces du Japon pendant une durée de 3 ans.